# Santuario de la Virgen de Gracia (La Fresneda)
El santuario de la Virgen de Gracia en la Fresneda (provincia de Teruel, España) es un conjunto de edificios del siglo XVIII, algunos de los cuales están excavados en la roca. Fue declarado Monumento por el Decreto 326/2001 del Gobierno de Aragón. En la actualidad destacan los volúmenes de la iglesia y la hospedería, ya que el resto de las construcciones prácticamente han desaparecido debido al gran deterioro que ha sufrido el conjunto. 
De la hospedería, de planta rectangular, cuatro alturas y gran sobriedad constructiva, apenas se conservan los muros de carga mientras que de la iglesia se mantienen los muros perimetrales, de cuyo estudio se deduce que se trataba de un edificio de tres naves y cabecera recta, tras la cual se desarrollaba el Camarín de la Virgen. 
La fábrica de la hospedería es de cantería mientras que la de la iglesia es de mampostería, reservándose la cantería, en esta última, solo para la fachada, estructurada en dos cuerpos, el inferior de tres calles y orden jónico y el superior de una calle y orden corintio; la transición entre ambos se realiza mediante grandes volutas, rematándose la fachada con un frontón triangular. 
Del interior solo se sabe que estaba decorado en estilo barroco clasicista y que iba cubierto probablemente mediante bóvedas de cañón con lunetos.

## Tradiciones
El primer fin de semana de mayo se celebra una romería en honor a la Virgen. Todos los habitantes se desplazan hasta este hermoso lugar para celebrar todos juntos este preciado día. La Virgen recorre a lomos de los costaleros el tramo que separa el pueblo del santuario (5 km aprox.) acompañada de todos los fieles en este trayecto. Al llegar se celebra la misa en su honor. 